# Nova Era
Nova Era este un oraș în Minas Gerais (MG), Brazilia.